# (9910) Vogelweide
(9910) Vogelweide (3181 T-2) – planetoida z grupy pasa głównego asteroid okrążająca Słońce w ciągu 4,87 lat w średniej odległości 2,87 j.a. Odkryta 30 września 1973 roku.